# Suma de Ramanujan
En matemáticas, la suma de Ramanujan, llamada así por Srinivasa Ramanujan y normalmente escrita como cq(n), se define como
{\displaystyle c_{q}(n)=\sum _{a=1 \atop (a,q)=1}^{q}e^{2\pi i{\tfrac {a}{q}}n},}
donde n y q son los dos enteros positivos que definen la suma; (a,q)=1 indica que a solo puede tomar valores cuyo máximo común divisor con respecto a q sea 1 (es decir, que a  y q sean coprimos entre sí); y e(x) es la función exponencial.
Es fácilmente demostrable que la suma de Ramanujan es multiplicativa, por ejemplo,
cq(n)cr(n)=cqr(n)
para cualquier (q,r) = 1.
Otra propiedad es que cq(n) es igual a su complejo conjugado, y por tanto real.
Escribiendo d como el máximo común divisor de q y n, y nombrando la función de Möbius y la función fi de Euler por μ y φ respectivamente, cumple la siguiente identidad:
{\displaystyle c_{q}(n)=\mu (q/d){\frac {\phi (q)}{\phi (q/d)}}.}

## Series relacionadas con la suma de Ramanujan
Ramanujan evaluó infinitas series de la forma
{\displaystyle \sum _{q=1}^{\infty }a_{q}c_{q}(n)}
para diversas secuencias (aq).
En particular, para s cualquier número real mayor o igual que 1, encontró que las series de Dirichlet cumplían que:
{\displaystyle \sum _{q=1}^{\infty }{\frac {c_{q}(n)}{q^{s}}}={\frac {\sigma _{1-s}(n)}{\zeta (s)}},}
donde σ es la función divisor y ζ la función zeta de Riemann. En los casos s = 1 y s = 2 esto es
{\displaystyle \sum _{q=1}^{\infty }{\frac {c_{q}(n)}{q}}=0}
y
{\displaystyle \sum _{q=1}^{\infty }{\frac {c_{q}(n)}{q^{2}}}={\frac {6}{\pi ^{2}}}{\frac {\sigma _{1}(n)}{n}}}
respectivamente.
Otras identitidades obtenidas por Ramanujan son
{\displaystyle \sum _{q=1}^{\infty }{\frac {c_{q}(n)}{q}}\log(q)=-\sigma _{0}(n)}
y
{\displaystyle \sum _{q=1}^{\infty }(-1)^{q-1}{\frac {c_{2q-1}(n)}{2q-1}}=r_{2}(n),}
donde r2(n) son el número de representaciones de n como x2 + y2 en enteros x e y.